# Romelu Lukaku
Romelu Lukaku Bolingoli (Antwerpen, 1993. május 13. –) belga válogatott labdarúgó, a Napoli csatára.

## Pályafutása

### Klubcsapatokban

#### Fiatal évei
Lukaku 5 évesen csatlakozott a helyi Rupel Boom csapatához, ahol négy évet töltött el.
Lukakut a Lierse SK fedezte fel, és innen került a belga csapat ifjúsági akadémiájára.
2004 és 2006 között, 121 gólt szerzett 68 mérkőzésen.
Miután Lierse SK kiesett a belga első osztályból, az RSC Anderlecht több fiatal játékost vásárolt meg, köztük volt Lukaku is.
Három évig játszott az ifik közt az Anderlechtben, ekkor 131 gólt szerzett 93 meccsen.

#### Anderlecht
Lukaku, amint betöltötte a 16. életévét, májusban aláírta első profi szerződését az Anderlechttel 2012-ig. 11 nappal később, 2009. május 24-én debütált a belga rájátszásban a Standard Liège elleni vesztes mérkőzésen a 69. percben váltotta Víctor Bernárdezt.

#### Chelsea
2011. augusztus 6-án megállapodás született az Anderlecht és a Chelsea között. Lukakunak alá kell írnia a szerződést és orvosi vizsgálaton kell részt vennie. Augusztus 18-án hivatalosan is a Chelsea játékosa lett. A 18-as mezszámot kapta meg.

#### Manchester United
2017. július 10-én ötéves szerződést írt alá a Manchester United csapatával, 75 millió eurót fizettek érte.

### A válogatottban
Tagja volt a belga U21-es csapatnak, és gólt szerzett debütálásakor Szlovénia ellen.
2010. február 24-én nevezték először a belga válogatottba a horvátok elleni barátságos meccsre. 2010 november 17-én megszerezte első és második gólját a válogatottban az oroszok elleni barátságos mérkőzésen.

### Válogatott góljai
| #  | Dátum                | Helyszín                                                 | Pályára lépés | Ellenfél            | Gól | Eredmény | Kiírás                                                      |
| -- | -------------------- | -------------------------------------------------------- | ------------- | ------------------- | --- | -------- | ----------------------------------------------------------- |
| 1  | 2010.11.17.          | Tsentralnyi Profsoyuz Stadion, Voronyezs, Oroszország    | 8             | Oroszország         | 1–0 | 2–0      | Barátságos mérkőzés                                         |
| 2  | 2010.11.17.          | Tsentralnyi Profsoyuz Stadion, Voronyezs, Oroszország    | 8             | Oroszország         | 2–0 | 2–0      | Barátságos mérkőzés                                         |
| 3  | 2012.8.15.           | Baldvin király Stadion, Brüsszel, Belgium                | 16            | Hollandia           | 3–2 | 4–2      | Barátságos mérkőzés                                         |
| 4  | 2013.10.11.          | Stadion Maksimir, Zágráb, Horvátország                   | 23            | Horvátország        | 1–0 | 2–1      | 2014-es labdarúgó-világbajnokság-selejtező                  |
| 5  | 2013.10.11.          | Stadion Maksimir, Zágráb, Horvátország                   | 23            | Horvátország        | 2–0 | 2–1      | 2014-es labdarúgó-világbajnokság-selejtező                  |
| 6  | 2014. május 26.      | Cristal Arena, Genk, Belgium                             | 28            | Luxemburg           | 1–0 | 5–1      | Barátságos mérkőzés                                         |
| 7  | 2014. május 26.      | Cristal Arena, Genk, Belgium                             | 28            | Luxemburg           | 3–1 | 5–1      | Barátságos mérkőzés                                         |
| 8  | 2014. május 26.      | Cristal Arena, Genk, Belgium                             | 28            | Luxemburg           | 4–1 | 5–1      | Barátságos mérkőzés                                         |
| 9  | 2014. június 1.      | Friends Arena, Solna, Svédország                         | 29            | Svédország          | 1–0 | 2–0      | Barátságos mérkőzés                                         |
| 10 | 2014. július 1.      | Arena Fonte Nova, Salvador, Brazília                     | 33            | Egyesült Államok    | 2–0 | 2–1      | 2014-es labdarúgó-világbajnokság (egyenes kieséses szakasz) |
| 11 | 2014. november 12.   | Baldvin király Stadion, Brüsszel fővárosi régió, Belgium | 37            | Izland              | 3–1 | 3–1      | Barátságos mérkőzés                                         |
| 12 | 2016. március 29.    | Estádio Dr. Magalhães Pessoa, Leiria, Portugália         | 43            | Portugália          | 1–2 | 1–2      | Barátságos mérkőzés                                         |
| 13 | 2016. május 28.      | Stade de Genève, Genf, Svájc                             | 44            | Svájc               | 1–1 | 2–1      | Barátságos mérkőzés                                         |
| 14 | 2016. június 1.      | Baldvin király Stadion, Brüsszel fővárosi régió, Belgium | 45            | Finnország          | 1–1 | 1–1      | Barátságos mérkőzés                                         |
| 15 | 2016. június 5.      | Baldvin király Stadion, Brüsszel fővárosi régió, Belgium | 46            | Norvégia            | 1–0 | 3–2      | Barátságos mérkőzés                                         |
| 16 | 2016. június 18.     | Stade Bordeaux-Atlantique, Bordeaux, Franciaország       | 48            | Írország            | 1–0 | 3–0      | 2016-os Európa-bajnokság                                    |
| 17 | 2016. június 18.     | Stade Bordeaux-Atlantique, Bordeaux, Franciaország       | 48            | Írország            | 3–0 | 3–0      | 2016-os Európa-bajnokság                                    |
| 18 | 2016. szeptember 6.  | GSP Stadium, Nicosia, Ciprus                             | 53            | Ciprus              | 1–0 | 3–0      | 2018-as világbajnokság-selejtező                            |
| 19 | 2016. szeptember 6.  | GSP Stadium, Nicosia, Ciprus                             | 53            | Ciprus              | 2–0 | 3–0      | 2018-as világbajnokság-selejtező                            |
| 20 | 2016. Október 7.     | Baldvin király Stadion, Brüsszel fővárosi régió, Belgium | 54            | Bosznia-Hercegovina | 4–0 | 4–0      | 2018-as világbajnokság-selejtező                            |
| 21 | 2016. november 13.   | Baldvin király Stadion, Brüsszel fővárosi régió, Belgium | 56            | Észtország          | 7–1 | 8–1      | 2018-as világbajnokság-selejtező                            |
| 22 | 2016. november 13.   | Baldvin király Stadion, Brüsszel fővárosi régió, Belgium | 56            | Észtország          | 8–1 | 8–1      | 2018-as világbajnokság-selejtező                            |
| 23 | 2017. március 25.    | Baldvin király Stadion, Brüsszel fővárosi régió, Belgium | 57            | Görögország         | 1–1 | 1–1      | 2018-as világbajnokság-selejtező                            |
| 24 | 2017. augusztus 31.  | Stade Maurice Dufrasne, Liège, Belgium                   | 61            | Gibraltár           | 3–0 | 9–0      | 2018-as világbajnokság-selejtező                            |
| 25 | 2017. augusztus 31.  | Stade Maurice Dufrasne, Liège, Belgium                   | 61            | Gibraltár           | 5–0 | 9–0      | 2018-as világbajnokság-selejtező                            |
| 26 | 2017. augusztus 31.  | Stade Maurice Dufrasne, Liège, Belgium                   | 61            | Gibraltár           | 9–0 | 9–0      | 2018-as világbajnokság-selejtező                            |
| 27 | 2017. szeptember 3.  | Karaiszkákisz Stadion, Athén, Görögország                | 62            | Görögország         | 2–1 | 2–1      | 2018-as világbajnokság-selejtező                            |
| 28 | 2017. október 10.    | Baldvin király Stadion, Brüsszel fővárosi régió, Belgium | 63            | Ciprus              | 4–0 | 4–0      | 2018-as világbajnokság-selejtező                            |
| 29 | 2017. november 10.   | Baldvin király Stadion, Brüsszel fővárosi régió, Belgium | 64            | Mexikó              | 2–1 | 3–3      | Barátságos mérkőzés                                         |
| 30 | 2017. november 10.   | Baldvin király Stadion, Brüsszel fővárosi régió, Belgium | 64            | Mexikó              | 3–3 | 3–3      | Barátságos mérkőzés                                         |
| 31 | 2017. november 14.   | Jan Breydel Stadion, Brugge, Belgium                     | 65            | Japán               | 1–0 | 1–0      | Barátságos mérkőzés                                         |
| 32 | 2018. március 27.    | Baldvin király Stadion, Brüsszel fővárosi régió, Belgium | 66            | Szaúd-Arábia        | 1–0 | 4–0      | Barátságos mérkőzés                                         |
| 33 | 2018. március 27.    | Baldvin király Stadion, Brüsszel fővárosi régió, Belgium | 66            | Szaúd-Arábia        | 2–0 | 4–0      | Barátságos mérkőzés                                         |
| 34 | 2018. június 6.      | Baldvin király Stadion, Brüsszel fővárosi régió, Belgium | 68            | Egyiptom            | 1–0 | 3–0      | Barátságos mérkőzés                                         |
| 35 | 2018. június 11.     | Baldvin király Stadion, Brüsszel fővárosi régió, Belgium | 69            | Costa Rica          | 2–1 | 4–1      | Barátságos mérkőzés                                         |
| 36 | 2018. június 11.     | Baldvin király Stadion, Brüsszel fővárosi régió, Belgium | 69            | Costa Rica          | 3–1 | 4–1      | Barátságos mérkőzés                                         |
| 37 | 2018. június 18.     | Fist Olimpiai Stadion, Szocsi, Oroszország               | 70            | Panama              | 2–0 | 3–0      | 2018-as világbajnokság                                      |
| 38 | 2018. június 18.     | Fist Olimpiai Stadion, Szocsi, Oroszország               | 70            | Panama              | 3–0 | 3–0      | 2018-as világbajnokság                                      |
| 39 | 2018. június 23.     | Otkrityije Aréna, Moszkva, Oroszország                   | 71            | Tunézia             | 2–0 | 5–2      | 2018-as világbajnokság                                      |
| 40 | 2018. június 23.     | Otkrityije Aréna, Moszkva, Oroszország                   | 71            | Tunézia             | 3–1 | 5–2      | 2018-as világbajnokság                                      |
| 41 | 2018. szeptember 8.  | Hampden Park, Glasgow, Skócia                            | 76            | Skócia              | 1–0 | 4–0      | Barátságos mérkőzés                                         |
| 42 | 2018. szeptember 11. | Laugardalsvöllur, Reykjavík, Izland                      | 77            | Izland              | 2–0 | 3–0      | 2018–2019-es UEFA Nemzetek Ligája                           |
| 43 | 2018. szeptember 11. | Laugardalsvöllur, Reykjavík, Izland                      | 77            | Izland              | 3–0 | 3–0      | 2018–2019-es UEFA Nemzetek Ligája                           |
| 44 | 2018. október 2.     | Baldvin király Stadion, Brüsszel fővárosi régió, Belgium | 78            | Svájc               | 1–0 | 2–1      | 2018–2019-es UEFA Nemzetek Ligája                           |
| 45 | 2018. október 2.     | Baldvin király Stadion, Brüsszel fővárosi régió, Belgium | 78            | Svájc               | 2–1 | 2–1      | 2018–2019-es UEFA Nemzetek Ligája                           |

## Magánélete
Szülei kongói származásúak.
Édesapja Roger Lukaku. Öccse, Jordan az SD Ponferradina csapatában szerepel.
Lukaku elismerte, hogy  Didier Drogba posztereivel van teli a hálószobájában a fal, nagy rajongója az angol Chelsea-nek. 2011 augusztusában pedig teljesült álma és az angol Chelsea FC-be igazolt

## Statisztika

### Klubcsapatokban
2022. augusztus 26-án  lett frissítve.
| Klub                               | Szezon                     | League                                    | League | League | Kupa  | Kupa  | Ligakupa | Ligakupa | Nemzetközi | Nemzetközi | Egyéb | Egyéb | Összesen | Összesen |
| Klub                               | Szezon                     | Bajnokság                                 | Mérk.  | Gólok  | Mérk. | Gólok | Mérk.    | Gólok.   | Mérk.      | Gólok      | Mérk. | Gólok | Mérk.    | Gólok    |
| ---------------------------------- | -------------------------- | ----------------------------------------- | ------ | ------ | ----- | ----- | -------- | -------- | ---------- | ---------- | ----- | ----- | -------- | -------- |
| Anderlecht                         | 2008–09                    | Belgian First Division/Belgian Pro League | 1      | 0      | 0     | 0     | —        | —        | 0          | 0          | —     | —     | 1        | 0        |
| Anderlecht                         | 2009–10                    | Belgian First Division/Belgian Pro League | 33     | 15     | 1     | 0     | —        | —        | 11         | 4          | —     | —     | 45       | 19       |
| Anderlecht                         | 2010–11                    | Belgian First Division/Belgian Pro League | 37     | 16     | 2     | 0     | —        | —        | 11         | 4          | —     | —     | 50       | 20       |
| Anderlecht                         | 2011–12                    | Belgian First Division/Belgian Pro League | 2      | 2      | —     | —     | —        | —        | —          | —          | —     | —     | 2        | 2        |
| Anderlecht összesen                | Anderlecht összesen        | Anderlecht összesen                       | 73     | 33     | 3     | 0     | —        | —        | 22         | 8          | —     | —     | 98       | 41       |
| Chelsea                            | 2011–12                    | Premier League                            | 8      | 0      | 1     | 0     | 3        | 0        | 0          | 0          | —     | —     | 12       | 0        |
| Chelsea                            | 2013–14                    | Premier League                            | 2      | 0      | —     | —     | —        | —        | 0          | 0          | 1     | 0     | 3        | 0        |
| Chelsea összesen                   | Chelsea összesen           | Chelsea összesen                          | 10     | 0      | 1     | 0     | 3        | 0        | 0          | 0          | 1     | 0     | 15       | 0        |
| West Bromwich Albion               | 2012–13                    | Premier League                            | 35     | 17     | 2     | 0     | 1        | 0        | —          | —          | —     | —     | 38       | 17       |
| WBA összesen                       | WBA összesen               | WBA összesen                              | 35     | 17     | 2     | 0     | 1        | 0        | —          | —          | —     | —     | 38       | 17       |
| Everton                            | 2013–14                    | Premier League                            | 31     | 15     | 1     | 1     | 1        | 0        | —          | —          | —     | —     | 33       | 16       |
| Everton                            | 2014–15                    | Premier League                            | 36     | 10     | 2     | 2     | 1        | 0        | 9          | 8          | —     | —     | 48       | 20       |
| Everton                            | 2015–16                    | Premier League                            | 37     | 18     | 3     | 3     | 6        | 4        | —          | —          | —     | —     | 46       | 25       |
| Everton                            | 2016–17                    | Premier League                            | 37     | 18     | 3     | 3     | 6        | 4        | —          | —          | —     | —     | 46       | 25       |
| Everton összesen                   | Everton összesen           | Everton összesen                          | 141    | 68     | 7     | 7     | 9        | 4        | 9          | 8          | —     | —     | 166      | 87       |
| Manchester United                  | 2017–18                    | Premier League                            | 34     | 16     | 6     | 5     | 2        | 0        | 8          | 5          | 1     | 1     | 51       | 27       |
| Manchester United                  | 2018–19                    | Premier League                            | 32     | 12     | 3     | 1     | 1        | 0        | 9          | 2          | —     | —     | 45       | 15       |
| Manchester United összesen         | Manchester United összesen | Manchester United összesen                | 66     | 28     | 9     | 6     | 3        | 0        | 17         | 7          | 1     | 1     | 96       | 42       |
| Internazionale Milano              | 2019–20                    | Serie A                                   | 36     | 23     | 4     | 2     | —        | —        | 11         | 9          | —     | —     | 51       | 34       |
| Internazionale Milano              | 2020–21                    | Serie A                                   | 36     | 24     | 3     | 2     | —        | —        | 5          | 4          | —     | —     | 44       | 30       |
| Internazionale összesen            | Internazionale összesen    | Internazionale összesen                   | 72     | 47     | 7     | 4     | —        | —        | 16         | 13         | —     | —     | 95       | 64       |
| Chelsea                            | 2021–22                    | Premier League                            | 26     | 8      | 6     | 3     | 4        | 0        | 6          | 2          | 2     | 2     | 44       | 15       |
| Internazionale Milano (kölcsönben) | 2022–23                    | Serie A                                   | 3      | 1      | 0     | 0     | 0        | 0        | 0          | 0          | 0     | 0     | 3        | 1        |
| Teljes karrier                     | Teljes karrier             | Teljes karrier                            | 426    | 202    | 35    | 20    | 20       | 4        | 70         | 38         | 4     | 3     | 555      | 267      |

1. ↑  Magába foglalja a Belga kupában, az FA-kupában és az Olasz kupában valópályáralépéseit is.
2. ↑  Magába foglalja az EFL kupában valópályáralépéseit is.
3. ↑  Egy pályára lépése a Bajnokok Ligájában, tíz  pályára lépése és négy gólja az  Európa-ligában
4. ↑  Három pályára lépése és három gól a Bajnokok Ligájában, nyolc  pályára lépése és egy gólja az  Európa-ligában
5. 1 2  pályára lépése a Szuperkupán
6. ↑  Pályára lépései az Európa-ligában
7. 1 2 3 4  Pályára lépései a Bajnokok Ligájában
8. ↑  Öt pályára lépése és két gólja a Bajnokok Ligájában, hat pályára és hét gólja az Európa-ligában
9. ↑  Pályára lépései a  FIFA-klubvilágbajnokságon

### A válogatottban
2024. június 17-én lett frissítve.
| Nemzet   | Év       | Pályára lépések | Gólok |
| -------- | -------- | --------------- | ----- |
| Belgium  | 2010     | 8               | 2     |
| Belgium  | 2011     | 5               | 0     |
| Belgium  | 2012     | 5               | 1     |
| Belgium  | 2013     | 8               | 2     |
| Belgium  | 2014     | 11              | 6     |
| Belgium  | 2015     | 5               | 0     |
| Belgium  | 2016     | 14              | 11    |
| Belgium  | 2017     | 9               | 9     |
| Belgium  | 2018     | 14              | 14    |
| Belgium  | 2019     | 5               | 7     |
| Belgium  | 2020     | 5               | 5     |
| Belgium  | 2021     | 12              | 11    |
| Belgium  | 2022     | 3               | 0     |
| Belgium  | 2023     | 9               | 15    |
| Belgium  | 2024     | 3               | 2     |
| Összesen | Összesen | 116             | 85    |

## Sikerei, díjai

### Klub
- RSC Anderlecht:
  - Belga bajnok: 2009–10
- Chelsea FC:
  - Angol kupa: 2011–12
  - Bajnokok ligája: 2011–2012

### Egyéni
- Belga bajnokság gólkirálya: 2009–10
- Belga aranycipő:2011
- Ebony cipő:2011
- Európa-liga gólkirálya: 2014–15
- Everton – A szezon fiatal játékosa: 2015–16
- Everton – a szezon gólja: 2015–16
- Premier League – A hónap játékosa: 2017 március
- PFA – Az év játékosa: 2016–17
- Everton – A szezon játékosa: 2016–17
- Everton – A szezon játékosa: 2016–17
- Világbajnokság bronzcipő: 2018
- Olasz labdarúgás – Hall of Fame: (Davide Astori flair play-díj): 2019
- Európa-liga – A szezon kerete: 2019–20
- Európa-liga – A szezon játékosa: 2019–20